# Stadsprijs Geraardsbergen 2007
De 76e editie van de Belgische wielerwedstrijd Stadsprijs Geraardsbergen werd verreden op 29 augustus 2007. De start en finish vonden plaats in Geraardsbergen. De winnaar was Thomas De Gendt, gevolgd door Wesley Sulzberger en Frederiek Nolf.

## Uitslag
| Stadsprijs Geraardsbergen 2007 |                   |                           |            |
| Plaats                         | Naam              | Ploeg                     | Tijd       |
| Winnaar                        | Thomas De Gendt   | Davo                      | 3u 55' 15" |
| 2                              | Wesley Sulzberger | DFL-Cyclingnews-Litespeed | z.t.       |
| 3                              | Frederiek Nolf    | Beveren 2000              | z.t.       |

1912 · 1913 · 1914–1926 · 1927 · 1928–1932 · 1933 · 1934 · 1935 · 1936 · 1937 · 1938 · 1939 · 1940 · 1941 · 1942 · 1943 · 1944 · 1945 · 1946 · 1947 · 1948 · 1949 · 1950 · 1951 · 1952 · 1953 · 1954 · 1955 · 1956 · 1957 · 1958 · 1959 · 1960 · 1961 · 1962 · 1963 · 1964 · 1965 · 1966 · 1967 · 1968 · 1969 · 1970 · 1971 · 1972 · 1973 · 1974 · 1975 · 1976 · 1977 · 1978 · 1979 · 1980 · 1981 · 1982 · 1983 · 1984 · 1985 · 1986 · 1987 · 1988 · 1989 · 1990 · 1991 · 1992 · 1993 · 1994 · 1995 · 1996 · 1997 · 1998 · 1999 · 2000 · 2001 · 2002 · 2003 · 2004 · 2005 · 2006 · 2007 · 2008 · 2009 · 2010 · 2011 · 2012 · 2013 · 2014 · 2015 · 2016 · 2017 · 2018 · 2019 · 2020 · 2021 · 2022